# شينيا ايزومي
شينيا ايزومي هو سياسي ياباني، ولد في 1 أغسطس 1937 في اليابان. حزبياً، نشط في الحزب الليبرالي الديمقراطي الياباني وحزب التجدد الياباني وحزب الآفاق الجديدة. وقد انتخب عضو مجلس المستشارين (1992 – 25 يوليو 2010).